# Ciao, Sabrina
Ciao, Sabrina (アイドル伝説えり子?, Aidoru densetsu Eriko, lett. "L'idol leggendaria Eriko") è un anime shōjo, prodotto da Ashi Productions e trasmesso in Giappone su TV Tokyo tra l'aprile 1989 e il marzo 1990. In Italia è stato trasmesso su Canale 5 tra il settembre 1991 e il gennaio 1992.
Il personaggio di Sabrina s'ispira a Eriko Sakamoto, in arte Eriko Tamura, detta "Elilin" (lett. "due codini"), una idol realmente esistente.

## Trama
Sabrina è una ragazza di 14 anni un po' viziata, ma di buon cuore, unica figlia di Luciano, presidente della Tamura Productions, compagnia che opera nel mondo dello spettacolo, e di Milena, una famosa ex-cantante. Ella è benvoluta da tutti e ha un grande talento per il canto sin da piccola, tuttavia, in procinto di inaugurare un nuovo, grande e modernissimo auditorium, i genitori della ragazza hanno un terribile incidente d'auto che causa la morte del padre e il ricovero in gravissime condizioni della madre, rimasta in coma. Sabrina viene, quindi, affidata allo zio paterno Rolando, il quale è l'opposto del fratello, privo di scrupoli e molto ambizioso che approfitta subito della situazione per subentrare nella presidenza della compagnia.
Venuto a conoscenza delle sue doti artistiche, Rolando pensa di sfruttare la nipote per il suo tornaconto personale, ma Giorgio, un caro amico di famiglia, riesce dopo un aspro contenzioso ad ottenere l'affidamento della ragazza. Da quel momento Sabrina entra da professionista nel mondo della canzone e, nonostante i tentativi di distruggere la sua carriera perpetrati dallo zio, diventa ben presto una idol conquistando il cuore di tutti, ma dovrà sempre lottare contro le invidie ed i boicottaggi che questo mondo riserva.

## Personaggi
Sabrina (田村 えり子?, Tamura Eriko)
Doppiata da: Akiko Yajima (voce) / Eriko Tamura (canto) (ed. giapponese), Nadia Biondini (ed. italiana)
Figlia del produttore Luciano, morto tragicamente in un incidente stradale, e dell'ex cantante Milena. Ha 14 anni ed è una ragazza per bene, molto gentile e carina con tutti. Sceglie di seguire le orme dei genitori ed entra nel mondo dello spettacolo, fortemente ostacolata dal perfido zio Rolando. I suoi fan la chiamano "Elilin".
Susi (朝霧 麗?, Asagiri Rei)
Doppiata da: Naoko Matsui (voce) / Maiko Hashimoto (canto) (ed. giapponese), Paola Tovaglia (ed. italiana)
Giovane cantante di notevoli capacità, scoperta e cresciuta artisticamente da Luciano, nei cui confronti ha sempre sentito un forte attaccamento e ne rimarrà molto scossa per la sua morte. Ha 16 anni ed è figlia di Simonetta, con cui non ha un buon rapporto, visto che l'ha abbandonata quand'era ancora una bambina e non le ha mai voluto svelare chi fosse il padre. Caratterialmente un tipo chiuso e combattuto, mette tutta se stessa nel cantare; pare provar inizialmente gelosia nei confronti di Sabrina, ritenendola una ragazza che ha sempre avuto una vita facile.
Max (阿木 星吾?, Ogi Shōgo)
Doppiato da: Yasunori Matsumoto (voce) / Masahiko Arimachi (canto) (ed. giapponese), Ivo De Palma (voce) / Vincenzo Draghi (canto) (ed. italiana)
Cantante affermato e leader del gruppo STEAL, è un ragazzo espansivo e cordiale appartenente alla Tamura Production, molto professionale e di bell'aspetto. Prende subito in simpatia Sabrina e cerca sinceramente d'aiutarla nella sua carriera. Sia Susi che Sabrina hanno un debole per lui.
Fabrizio (大沢 洋?, Ōsawa Hiroshi)
Doppiato da: Hiroyuki Shibamoto (voce) / Satoshi Katayama (canto) (ed. giapponese), Luca Semeraro (voce) / Vincenzo Draghi (canto) (ed. italiana)
Scoperto da Simonetta mentre suonava il sassofono, nelle intenzioni della donna deve esser colui che annienterà senza possibilità di ripresa la carriera di Sabrina, ma al ragazzo importa solo della sua musica e non si adatterà mai completamente alle leggi imposte dal mercato e dal mondo delle star. Ha la capacità di comunicare con gli animali.
Luciano (田村 雄介?, Tamura Yūsuke)
Doppiato da: Takaya Hashi (ed. giapponese), Enrico Bertorelli (ed. italiana)
Padre di Sabrina, è un ex cantante ed attore collega di Milena che dopo il matrimonio con lei lascia la carriera e diventa produttore discografico, presidente della Tamura Production. Amato e benvoluto da tutti, si dedica al proprio lavoro e alla famiglia con passione. Muore nel primo episodio a seguito d'un terribile incidente, lasciando così l'intera azienda nelle rapaci mani del fratello Rolando.
Milena (田村 美奈子?, Tamura Minako)
Doppiata da: Kumiko Takizawa (ed. giapponese), Maura Musi (ed. italiana)
Moglie fedele di Luciano e madre di Sabrina, in passato è stata una cantante famosa. Anche lei rimane gravemente ferita nell'incidente che ha coinvolto mortalmente il marito; dopo un periodo di coma si risveglia ma sembra aver perduto completamente la memoria. Tornata a casa per la riabilitazione, viene accudita amorevolmente dalla vecchia domestica Ines e dalla figlia. Alla fine della serie riacquista i suoi ricordi e diventa lei la presidentessa della casa discografica lasciata dal marito.
Rolando (田村 項介?, Tamura Kōsuke)
Doppiato da: Shōzō Iizuka (ed. giapponese), Tony Fuochi (ed. italiana)
Zio paterno di Sabrina, si dimostra fin dall'inizio un tipo ambizioso, bugiardo e arrogante. Dopo l'incidente stradale del fratello Luciano con la moglie Milena, subentra nella presidenza della Tamura Production e ottiene la custodia della nipote Sabrina, successivamente affidata però a Giorgio. Vuole sfruttare il talento di Sabrina per i propri scopi, ma quando la carriera di quest'ultima inizia senza di lui fa di tutto per distruggergliela. Si scopre nel corso della serie che Rolando è in realtà il padre di Susi che aveva rifiutato di riconoscerla alla nascita. Dopo l'attentato alla vita della figlia da parte di banditi che costa a Rolando il ricovero in gravi condizioni, egli però comincia ad assumersi le sue responsabilità nei confronti della ragazza e dopo la guarigione la raggiunge in America per prendersi cura di lei.
Simonetta (朝霧 良子?, Asagiri Ryōko)
Doppiata da: Yoshiko Sakakibara (ed. giapponese), Caterina Rochira (ed. italiana)
Madre di Susi, nei confronti della quale non ha però mai dimostrato affetto sincero, in passato è stata un'attrice famosa, mentre ora è solo una donna alcolizzata, come lei stessa si definisce. Ha lanciato nel mondo dello spettacolo Fabrizio nella speranza di distruggere la carriera di Sabrina, ottenendo un discreto successo, ma il ragazzo è ribelle alle regole. Si scopre nel corso della serie che ha avuto una relazione amorosa con Rolando, il quale l'abbandonò subito dopo la nascita di Susi.
Giorgio (内田 真也?, Uchida Shin'ya)
Doppiato da: Tomomichi Nishimura (ed. giapponese), Maurizio Scattorin (ed. italiana)
Presidente della Uchida Production e collaboratore e amico di Luciano, dopo la morte del collega si prende sinceramente a cuore della sorte di Sabrina, riuscendo a sottrarre il suo affidamento allo zio Rolando e aiutandola a debuttare come idol. Ha un figlio di nome Gianluca.
Gianluca (内田 一樹?, Uchida Kazuki)
Doppiato da: Shigeru Nakahara (ed. giapponese), Paolo Torrisi (ed. italiana)
Figlio di Giorgio, ha 14 anni e una simpatia segreta nei confronti di Sabrina, che conosce sin dall'infanzia.
Italo (伊集院?, Ijūin)
Doppiato da: Katsumi Suzuki (ed. giapponese), ? (ed. italiana)
Autista di Luciano prima e di Rolando poi. Rimasto fedele al padre di Sabrina, assieme a Ines fa di tutto per sventare i loschi piani del nuovo padrone. Appare anche nella serie Diventeremo famose in cui, però, è il manager di Sissy.
Ines (葛城 ユキ?, Katsuragi Yuki)
Doppiata da: Ai Satou (ed. giapponese), Grazia Migneco (ed. italiana)
Domestica da una vita della casa di Luciano, è molto affezionata a Sabrina che ha servito fin dalla più tenera età.
Fortissimo (フォルテシモ?, Foruteshimo) e Pianissimo (ピアニシモ?, Pianishimo)
Doppiati da: Yoshino Takamori (Fortissimo) e Chieko Honda (Pianissimo) (ed. giapponese)
I due cagnolini di Sabrina: Fortissimo è un pomerania maschio, dorme sempre e indossa una cravatta, mentre Pianissimo è un maltese femmina iperattivo e indossa un grande fiocco sulla testa.
Daniela (山形 麻美?, Yamagata Asami)
Doppiata da: Chieko Honda (ed. giapponese), Lara Parmiani (ed. italiana)
Compagna di Sabrina alla scuola femminile frequentata inizialmente dalla giovane. Sincera ed affidabile, si dimostra essere una vera amica, tanto che quando Sabrina diventa famosa teme di perdere la sua amicizia ma allo stesso tempo la supporta.
Roberta (仲田 靖子?, Nakata Yasuko)
Doppiata da: Yoshino Takamori (ed. giapponese), Dania Cericola (ed. italiana)
Compagna di scuola di Sabrina e Daniela, espulsa per il suo comportamento ribelle; ha qualche anno in più di loro. Corre in motocicletta ed indossa un giubbotto rosso, spericolata ma brava e capace. Si dimostra un valido supporto per Sabrina.
Arthur Howard (アーサー・ハワード?, Āsā Hawādo)
Doppiato da: Nobuo Tanaka (ed. giapponese), ? (ed. italiana)
Un grande produttore che vuol far conoscere il suo nome al mondo. Quando arriva in Giappone alla ricerca dell'attrice principale del musical Rock 'n' Roots, trova in Sabrina e Susi le persone giuste.
Manager di Susi (麗のマネージャー?, Rei no manējā)
Ha un debole per la sua assistita.

## Anime
L'anime, prodotto da Ashi Productions, è composto da 51 episodi, andati in onda su TV Tokyo dal 3 aprile 1989 al 26 marzo 1990. Alla fine di ogni episodio e prima dell'anteprima di quello successivo, nella prima trasmissione della serie è stato trasmesso il segmento, di circa un minuto, chiamato elilin corner (ｅｌｉｌｉｎコーナー?, elilin kōnā) in cui appare la vera Eriko Tamura; nelle successive repliche e in VHS, DVD e Blu-ray è stato tagliato.
In Italia è stato acquistato da Mediaset ed è stato trasmesso su Canale 5 dal 19 settembre 1991 all'interno del contenitore Bim Bum Bam. La serie ottenne un successo notevole, venendo successivamente replicata nel corso degli anni. La versione italiana presenta, oltre al cambio dei nomi dei personaggi, qualche censura, volta principalmente a tagliare brevi sequenze che contenevano scritte in giapponese.
Le canzoni di Sabrina e degli altri cantanti (Susi, Max e Fabrizio) all'interno degli episodi vennero cantate in italiano da Nadia Biondini, Paola Tovaglia e Vincenzo Draghi, seguendo l'arrangiamento originale e adattando solamente il testo. La scelta fu particolare, perché per la prima volta non si scelse Cristina D'Avena (che diede la sua voce per le canzoni italiane di Emi e Creamy) per interpretare la parte musicale cantata. Tuttavia, tutte le canzoni eseguite per molti anni non sono state editate su disco e messe in vendita in Italia per via dei diritti esclusivi giapponesi. A distanza di anni, dalla prima messa in onda italiana, è stata concessa qualche canzone per intero ed è possibile ascoltarla online. La cosa è cambiata nel 2018: la compilation di Enzo Draghi Le mitiche sigle TV contiene infatti tutte le canzoni cantate dal suddetto (Rolling Night, Bayside Junction, Heartbreak Tonight, Warrior, Blue Moon e Midnight City); inoltre, è stata distribuita a tiratura limitata una Gold Edition della suddetta compilation, che include due dischi con tutte le canzoni della serie.

### Episodi
In originale, i titoli degli episodi presentano dei furigana che obbligano a pronunciare diversamente alcuni ideogrammi. Molti di questi riguardano termini usati nel campo della musica.
| Nº | Titolo italiano Giapponese 「Kanji」 - Rōmaji - Traduzione letterale | In onda           | In onda           |
| Nº | Titolo italiano Giapponese 「Kanji」 - Rōmaji - Traduzione letterale | Giapponese        | Italiano          |
| 1  | Un terribile incidente 「悲しみの前奏曲」 - Kanashimi no pureryūdo – "Preludio di tristezza" | 3 aprile 1989     | 19 settembre 1991 |
| 1  | Luciano, ex cantante di successo ed attualmente produttore discografico, sta per inaugurare il suo nuovo locale chiamato Marine Live Stage situato in una piattaforma a forma di cuore al largo del porto e per metà al di sotto del livello del mare: tutto è pronto ed assieme alla moglie Milena e alla figlia Sabrina si fa accompagnare dal fidato autista Italo per assistere alle prove. Max e Susi, idol da lui scoperti e lanciati, sono in attesa del debutto ufficiale, così come il fratello maggiore Rolando che gli fa da assistente. Si nota immediatamente una spiccata simpatia ed attaccamento filiale tra la cantante Susi ed il famoso ed apprezzato produttore; la stessa Sabrina è profondamente ammirata per a professionalità dimostrata dalla giovane donna. Lei, pur suonando molto bene il pianoforte ed avendo una discreta intonazione, frequenta un'esclusiva scuola privata femminile: le sue migliori amiche sono Daniela, sua compagna di classe, e Roberta, una ragazza ribelle che gira in motocicletta e ch'è stata l'anno precedente espulsa per insubordinazione. In casa la gentile ed affabile Sabrina è benvoluta da tutti, soprattutto dalla vecchia domestica di famiglia Ines che l'ha vista crescere e dallo stesso Italo; la ragazzina è inoltre affezionatissima ai suoi due cagnolini, Fortissimo e Pianissimo, con cui si confida nel segreto della sua cameretta. Una settimana dopo tutto è pronto per la grande serata inaugurale; Luciano e la moglie vanno a trovare dei loro conoscenti all'ospedale e per l'occasione non si fanno portare dall'autista, che rimane così a disposizione di Sabrina. Il tempo è brutto, tira aria di tempesta e sembra proprio che vento e pioggia non siano disposti a dare tregua; per non rischiare di giungere in ritardo Luciano prende una scorciatoia ma in una di queste vie traverse purtroppo non s'accorge del sopraggiungere d'un grosso camion: l'impatto è inevitabile. Sabrina arriva al locale e trova lo zio Rolando sempre più preoccupato per il ritardo di fratello e cognata; anche Giorgio, collaboratore ed amico di Luciano e suo figlio Gianluca, coetaneo di Sabrina, presenziano. Infine arriva come una bomba la notizia del gravissimo incidente: Luciano è deceduto sul colpo mentre Milena è ricoverata in terapia intensiva in condizioni disperate. Tutti i colleghi e amici di Luciano partecipano alle esequie e Rolando, oramai divenuto erede ufficiale e congiunto più prossimo del defunto, prende provvisoriamente in mano le redini dell'azienda in attesa di vedere se la cognata riuscirà a sopravvivere; insieme si assume anche il compito di tutore ufficiale della giovane nipote. |                   |                   |
| 2  | Un'inaugurazione sfortunata 「運命の序曲」 - Unmei no ōbāchua – "Ouverture del destino" | 10 aprile 1989    | 21 settembre 1991 |
| 2  | Rolando dimostra subito un carattere profondamente antitetico rispetto a quello del fratello, è difatti arrogante e superbo; l'autista Italo pensa di licenziarsi ma poi, consigliato da Ines decide di rimanere per poter così vegliare sulla cara Sabrina: il nuovo padrone s'installa di fatto nella villa del fratello e comincia col buttare tutto ciò che apparteneva a Luciano per sostituirlo con le sue cose dettando legge. Giorgio propone a Sabrina, conoscendone il talento rimasto finora inespresso, di diventare cantante in nome e ricordo dei genitori; Rolando, rimasto ad origliare, ha così un forte scontro verbale con lui, affermando che d'ora in poi le sorti dell'educazione della nipote sono nelle sue mani. Sabrina, andata a trovare la madre in coma, ha un incontro con una strana donna di nome Simonetta che sembra conoscere molto bene la precedente carriera musicale dei genitori della ragazza. Gianluca conosce all'uscita di scuola di Sabrina la giovane motociclista Roberta; Rolando gode finalmente d'esser entrato in possesso della fortuna del fratello; le prove per l'apertura del locale però debbono proseguire e Susi accompagnata dal collega-rivale Max cantano le loro rispettive canzoni e Rolando, per far pubblicità ai suoi due idol imbastisce una storia di gossip su una loro presunta relazione segreta. Sabrina, accompagnata da Giorgio e dal figlio, si dirige anche lei al locale tanto desiderato dal padre per la serata inaugurale. Poco prima della data prevista però un improvviso terremoto fa violentemente scuotere la struttura subacquea mandando nel panico tutti gli spettatori che in ressa cercano una via di fuga; Max mentre si trova nel suo camerino in compagnia di Susi cade e si frattura la gamba destra. |                   |                   |
| 3  | L'inaugurazione 「パパに捧げる鎮魂歌」 - Papa ni sasageru rekuiemu – "Il requiem dedicato a papà" | 17 aprile 1989    | 24 settembre 1991 |
| 4  | Finalmente libera! 「明日への追走曲」 - Ashita he no kanon – "Il canone verso il domani" | 24 aprile 1989    | 26 settembre 1991 |
| 5  | L'audizione 「光と闇の二重奏」 - Hikari to yami no ansanburu – "Ensemble di luce e oscurità" | 1º maggio 1989    | 28 settembre 1991 |
| 6  | Un debutto difficile 「デビューへの断奏」 - Debyū he no sutakkāto – "Lo staccato verso il debutto" | 8 maggio 1989     | 1º ottobre 1991   |
| 7  | La canzone di papà 「父の形見の生誕曲」 - Chichi no katami no debyū kyoku | 15 maggio 1989    | 3 ottobre 1991    |
| 8  | Inizia una nuova vita 「新たなる旅立ちの奏鳴曲」 - Aratanaru tabidachi no sonata – "Sonata di un nuovo viaggio" | 22 maggio 1989    | 5 ottobre 1991    |
| 9  | Il primo disco 「炎の予感の練習曲」 - Honō no yokan no echūdo – "Étude premonitorio di fiamme" | 29 maggio 1989    | 8 ottobre 1991    |
| 10 | Le rivali 「愛と憎しみの三重奏」 - Ai to nikushimi no terutsetto – "Il terzetto di amore e odio" | 5 giugno 1989     | 10 ottobre 1991   |
| 11 | Il concerto 「雨あがりの二重唱」 - Ame agari no dyuetto – "Il duetto dopo la pioggia" | 12 giugno 1989    | 12 ottobre 1991   |
| 12 | La trappola 「仕組まれた不協和音」 - Shikumareta disukōdo – "Discordanza organizzata" | 19 giugno 1989    | 15 ottobre 1991   |
| 13 | Scoppia lo scandalo 「絶望の分散和音」 - Zetsubō no arupejio – "Arpeggio di disperazione" | 26 giugno 1989    | 17 ottobre 1991   |
| 14 | Una decisione importante 「希望への変奏曲」 - Kibou he no parutīta – "Partita verso la speranza" | 3 luglio 1989     | 19 ottobre 1991   |
| 15 | Una prova di coraggio 「束の間の無伴奏」 - Tsuka no ma no a kapera – "A cappella nel gruppo" | 10 luglio 1989    | 22 ottobre 1991   |
| 16 | Nuove speranze 「復活の詠唱」 - Fukkatsu no aria – "Aria di resurrezione" | 17 luglio 1989    | 24 ottobre 1991   |
| 17 | La grande occasione 「砕かれた喜遊曲」 - Kudakareta diberutimento – "Divertimento in frantumi" | 24 luglio 1989    | 26 ottobre 1991   |
| 18 | La gara di nuoto 「２５メートルの幻想曲」 - 25 mētoru no fantajī – "Fantasia di 25 metri" | 31 luglio 1989    | 29 ottobre 1991   |
| 19 | Il voltafaccia 「絶望への転調」 - Zetsubō he no modyureishon – "Modulazione verso la disperazione" | 7 agosto 1989     | 31 ottobre 1991   |
| 20 | Tutti per uno 「潮風の交響曲」 - Shiokaze no shinfonī – "Sinfonia della brezza marina" | 14 agosto 1989    | 2 novembre 1991   |
| 21 | Primi batticuori 「初恋の小夜曲」 - Hatsukoi no serenāde – "Serenata del primo amore" | 21 agosto 1989    | 5 novembre 1991   |
| 22 | Un'amica in difficoltà 「夕陽の受難曲」 - Yuuhi no passhōne – "Passione al tramonto" | 28 agosto 1989    | 7 novembre 1991   |
| 23 | Una corsa contro il tempo 「二つの星のための協奏曲」 - Futatsu no hoshi no tame no koncheruto – "Concerto per due stelle" | 4 settembre 1989  | 9 novembre 1991   |
| 24 | Una nuova canzone 「心をつなぐ輪舞曲」 - Kokoro wo tsunagu rondo – "Rondò che collega i cuori" | 11 settembre 1989 | 12 novembre 1991  |
| 25 | Ricordi felici 「時迫る運命の助奏」 - Toki semaru unmei no oburigādo – "Obbligato dell'ora del destino" | 18 settembre 1989 | 14 novembre 1991  |
| 26 | Nuove rivelazioni 「衝撃の即興曲」 - Shōgeki no tokkāta – "Toccata d'impatto" | 25 settembre 1989 | 16 novembre 1991  |
| 27 | Successo e disperazione 「ガラスの枯葉の哀歌」 - Garasu no kareha no erejī – "Elegia di foglie di vetro" | 2 ottobre 1989    | 19 novembre 1991  |
| 28 | Un appuntamento mancato 「破局への序奏」 - Hakyoku he no intorodakushon – "Introduzione alla catastrofe" | 9 ottobre 1989    | 21 novembre 1991  |
| 29 | La fine di un'amicizia 「迷宮の輪唱」 - Meikyū no raundo – "Round del labirinto" | 16 ottobre 1989   | 23 novembre 1991  |
| 30 | Un uomo misterioso 「心の雨に子守歌」 - Kokoro no ame ni rarabai – "Ninna nanna nella pioggia del cuore" | 23 ottobre 1989   | 26 novembre 1991  |
| 31 | Il produttore americano 「嵐の中の間奏曲」 - Arashi no naka no interumettsuo – "Intermezzo nella tempesta" | 30 ottobre 1989   | 28 novembre 1991  |
| 32 | Tecnica e passione 「終りなき情熱の舞曲」 - Owarinaki jounetsu no dansu – "Danza di passione senza fine" | 6 novembre 1989   | 30 novembre 1991  |
| 33 | Un'insolita audizione 「あぶない物語曲」 - Abunai rejendo – "Legenda pericolosa" | 13 novembre 1989  | 3 dicembre 1991   |
| 34 | Vecchi ricordi 「それぞれの夜想曲」 - Sorezore no nokutān – "Il notturno di ciascuno" | 20 novembre 1989  | 5 dicembre 1991   |
| 35 | La liberazione 「翼をくれた賛歌」 - Tsubasa wo kureta gurōria – "La gloria che portano le ali" | 27 novembre 1989  | 7 dicembre 1991   |
| 36 | Sfida tra i grattacieli 「摩天楼に響く交声曲」 - Matenrō ni hibiku kantāta – "La cantata che risuona tra i grattacieli" | 4 dicembre 1989   | 10 dicembre 1991  |
| 37 | Il padre di Susi 「愛と優しさの多重音楽」 - Ai to yasashisa no porifonī – "Polifonia d'amore e gentilezza" | 11 dicembre 1989  | 12 dicembre 1991  |
| 38 | Una brutta sorpresa 「うたかたの聖歌」 - Utakata no kyaroru – "Canti natalizi" | 18 dicembre 1989  | 14 dicembre 1991  |
| 39 | Momenti di gloria 「栄光への行進曲」 - Eikou he no māchi – "Marcia alla gloria" | 25 dicembre 1989  | 17 dicembre 1991  |
| 40 | Ritorno alla vita 「ささやかな交響組曲」 - Sasayakana shinfonikku sūtsu – "Suite sinfonica sussurrata" | 8 gennaio 1989    | 19 dicembre 1991  |
| 41 | L'incendio 「不死鳥の旋律」 - Fushichō no merodī – "Melodia della Fenice" | 15 gennaio 1990   | 21 dicembre 1991  |
| 42 | Il ragazzo del treno 「恋に恋して田園曲」 - Koi ni koishite pasutoraru – "Innamorato dell'amore pastorale" | 22 gennaio 1990   | 24 dicembre 1991  |
| 43 | Il sogno nel cassetto 「未来へ続く諧謔曲」 - Mirai he tsuzuku sukerutso – "Scherzo che continua nel futuro" | 29 gennaio 1990   | 26 dicembre 1991  |
| 44 | Cuori solitari 「揺れ動く心の詩曲」 - Yureugoku kokoro no poemu – "Poema di un cuore vacillante" | 5 febbraio 1990   | 28 dicembre 1991  |
| 45 | L'esame di ammissione 「真冬の恋歌」 - Mafuyu no rabu songu – "Canzone d'amore in pieno inverno" | 12 febbraio 1990  | 31 dicembre 1991  |
| 46 | Lo spettacolo I 「かきみだされた斉唱」 - Kakimidasareta yunizon – "Unisono disordinato" | 19 febbraio 1990  | 2 gennaio 1992    |
| 47 | Lo spettacolo II 「きらめきの祝福曲」 - Kirameki no soryūjon – "Soluzione brillante" | 26 febbraio 1990  | 4 gennaio 1992    |
| 48 | Il diploma 「感謝をこめた卒業曲」 - Kansha wo kometa hotaru no hikari | 5 marzo 1990      | 7 gennaio 1992    |
| 49 | Dubbi e incertezze 「さまよい装飾曲」 - Samayoi arabesuku – "Arabesque vagante" | 12 marzo 1990     | 9 gennaio 1992    |
| 50 | Sabrina è scomparsa 「風がはこんだ衆賛曲」 - Kaze ga hakonda korāru – "Il vento che soffia corale" | 19 marzo 1990     | 11 gennaio 1992   |
| 51 | Il vento misterioso 「そよ風の前奏曲」 - Soyokaze no purorōgu – "Prologo della brezza" | 26 marzo 1990     | 14 gennaio 1992   |

### Colonna sonora
Le sigle originali, quella di testa e la seconda di coda, sono cantate da Eriko Tamura, idol realmente esistente da cui deriva il nome originale della protagonista; la prima sigla di coda, al contrario, è cantata da Maiko Hashimoto, che dà la voce a Susi nelle parti cantate. La sigla italiana, invece, scritta da Alessandra Valeri Manera con la musica di Piero Cassano e di Paolo Marino ed interpretata da Cristina D'Avena, presenta un arrangiamento completamente diverso dalle originali e viene usata sia in apertura che in chiusura. Il brano è stato poi incluso in alcuni album della cantante, ovvero Fivelandia 9 – Le più belle sigle originali dei tuoi amici in TV (1991) e Super Stars (2007).
Sigla di apertura
- Namida no hanbun (涙の半分?), di Eriko Tamura

Sigla di chiusura
- Unchained Heart, di Maiko Hashimoto (ep. 1-50)
- May be Dream, di Eriko Tamura (ep. 51)

Sigla di apertura e di chiusura italiana
- Ciao, Sabrina, di Cristina D'Avena

Intermezzo
- Locomotion Dream (ロコモーションドリーム?), di Sabrina (Eriko Tamura)
- Suki yo (好きよ?), di Sabrina (Eriko Tamura)
- Watashi wa soyokaze (私はそよ風?), di Sabrina (Eriko Tamura)
- Shinken (真剣?), di Sabrina (Eriko Tamura)
- NEXT, di Sabrina (Eriko Tamura)
- Process (プロセス?), di Sabrina (Eriko Tamura)
- Garnet densetsu (ガーネット伝説?), di Sabrina (Eriko Tamura)
- Soyokaze no prologue (そよ風のプロローグ?), di Sabrina (Eriko Tamura)
- Tsuretette (連れてって?), di Sabrina (Eriko Tamura)
- TRUE LOVE, di Susi (Maiko Hashimoto)
- PRECIOUS DAYS, di Susi (Maiko Hashimoto)
- Ame no highway (雨のハイウェイ?), di Susi (Maiko Hashimoto)
- GLORIA, di Susi (Maiko Hashimoto)
- My Song For You, di Susi (Maiko Hashimoto)
- Rolling Night, di Susi (Maiko Hashimoto) e Max (Masahiko Arimachi)
- WARRIOR, di Max (Masahiko Arimachi)
- Sayonara no natsu (さよならの夏?), di Max (Masahiko Arimachi)
- MIDNIGHT CITY, di Max (Masahiko Arimachi)
- BLUE MOON ni terasarete (ＢＬＵＥ ＭＯＯＮに照らされて?), di Fabrizio (Satomi Katayama)
- Bay-Side Junction, di Fabrizio (Satomi Katayama)

### Adattamento italiano
L'adattamento italiano, come in altri anime trasmessi dalle reti Fininvest nello stesso periodo, ha comportato il tentativo di mitigare il più possibile la presenza della lingua giapponese nella storia. Sono state quindi tagliate alcune brevi sequenze che contenevano scritte in giapponese, i nomi dei personaggi sono stati italianizzati e sono spariti tutti quelli delle località, tanto che nella versione italiana non viene mai esplicitamente menzionato il fatto che la storia si svolge in Giappone, fino addirittura a suggerire un'ambientazione italiana: ad esempio nell'episodio 50 (Sabrina è scomparsa) Roberta ordina un frappé al bar e lo paga 3000 lire.
Sono inoltre stati censurati alcuni passaggi giudicati non adatti alla cultura italiana: ad esempio nell'episodio 34 (Vecchi ricordi) è stata tagliata una breve scena dove Sabrina e la madre Milena fanno assieme il bagno nella vasca.
Infine sono state effettuate modifiche ai dialoghi per eliminare alcuni passaggi problematici. Ad esempio nell'episodio 22 (Un'amica in difficoltà) durante una trasmissione radiofonica che Sabrina sta conducendo in diretta, Claudia, una ragazza di 16 anni, telefona rivelando la sua volontà di "scappare di casa". Ma il comportamento di Claudia (corre in bicicletta come in trance in mezzo al traffico incurante dei semafori, arriva al molo a tutta velocità e frena solo all'ultimo momento prima di cadere in acqua, sale sul tetto di un grattacielo e si sporge dal parapetto guardando in basso e piangendo) e la disperata insistenza di Sabrina nel volere continuare a parlare con lei, lasciano intuire che lo "scappare di casa" dell'edizione italiana era invece la volontà di suicidarsi nella versione originale.
L'anime è ambientato nel mondo dello spettacolo e della musica leggera: viene dato quindi un grande risalto alla musica e alle canzoni, che servono anche a riflettere la psicologia dei vari personaggi che le interpretano (allegre, soft e un po' ingenue le canzoni della giovane Sabrina, dure e rockeggianti quelle della più matura Susi). Contrariamente alle versioni di alcuni altri Paesi, come la Spagna e la Francia, dove le canzoni sono state lasciate in originale giapponese, grande cura è stata dedicata all'adattamento italiano di tutte le parti cantate della serie, interpretate da Nadia Biondini (Sabrina), Paola Tovaglia (Susi) e da Vincenzo Draghi (Max e Fabrizio).

## Manga
In contemporanea alla trasmissione dell'anime, tra il maggio 1989 e il gennaio 1990, è stato pubblicato in Giappone sulla rivista Asuka un adattamento manga in tre volumi editi dalla Kadokawa Shoten. Scritto da Brother Noppo e disegnato da Ayumi Kawahara, i primi due volumi narrano fedelmente metà della storia dell'anime, mentre il terzo è una raccolta di storie brevi autoconclusive dedicate a vari personaggi. Una seconda versione disegnata da Yoko Kitajima per la Media Life Series della Shogakukan è uscita in un solo volume il 1º aprile 1990 (ISBN 4-09-104415-8).

### Volumi
| Nº | Data di prima pubblicazione | Data di prima pubblicazione | Data di prima pubblicazione |
| Nº | Giapponese                  | Giapponese                  |                             |
| -- | --------------------------- | --------------------------- | --------------------------- |
| 1  | 17 agosto 1989              | ISBN 4-04-924107-2          |                             |
| 2  | 17 marzo 1989               | ISBN 4-04-924147-1          |                             |
| 3  | 17 agosto 1990              | ISBN 4-04-924178-1          |                             |

## CD e DVD
Tra il 1989 e il 1991, sono usciti diversi CD contenenti le canzoni dell'anime e le sue sigle. Alcuni brani sono contenuti in CD non strettamente legati alla serie, come nelle discografie personali delle cantanti dell'anime.
Dal 22 settembre 1989 al 24 ottobre 1990 l'anime è stato raccolto in 13 VHS dalla Bandai; nello stesso periodo ne è stata realizzata una della durata di 30 minuti contenente i video musicali delle canzoni presi da vari episodi. Nel 1996 è uscito in un LD-BOX. L'intera serie è stata raccolta in due DVD-BOX rispettivamente il 26 giugno e il 28 agosto 2003, mentre un cofanetto Blu-ray con gli episodi rimasterizzati HD è uscito il 26 aprile 2013.
In Italia è stato pubblicato nel novembre 2017 un CD in edizione limitata intitolato Ciao Sabrina (The Lost Original Tape), il quale comprende tutte le canzoni utilizzate nell'edizione italiana dell'anime, come parte di un'iniziativa ONLUS con il supporto di Enzo Draghi.
| Nº | Titolo CD                           | Numero tracce | Data uscita      |
| -- | ----------------------------------- | ------------- | ---------------- |
| 1  | Legendary Idol Eriko Vol. 1         | 15            | 9 maggio 1990    |
| 2  | Legendary Idol Eriko Vol. 2         | 15            | 1º agosto 1990   |
| 3  | Legendary Idol Eriko Vol. 3         | 15            | 21 novembre 1990 |
| 4  | Legendary Idol Eriko Best Hit Vocal | 15            | 20 febbraio 1991 |

| Nº | Titolo CD                             | Numero tracce | Data uscita   |
| -- | ------------------------------------- | ------------- | ------------- |
| 1  | Ciao Sabrina (The Lost Original Tape) | 22            | novembre 2017 |

| Nº | Titolo VHS/DVD/Blu-ray             | Data uscita      |
| -- | ---------------------------------- | ---------------- |
| 1  | Legendary Idol Eriko - The Prelude | 25 novembre 1989 |
| 2  | Legendary Idol Eriko DVD-BOX 1     | 26 giugno 2003   |
| 3  | Legendary Idol Eriko DVD-BOX 2     | 28 agosto 2003   |
| 4  | Legendary Idol Eriko Blu-ray BOX   | 26 aprile 2013   |

## Libri
È stato pubblicato da Bandai su B-CLUB Special un mook, crossover con la serie Diventeremo famose.
1. LEGEND OF IDOL Eriko Tamura & Yoko Tanaka (レジェンドオブアイドル 田村えり子＋田中ようこ（LEGEND OF IDOL "ERIKO & YOKO"）?), Bandai B-CLUB Special, 15 dicembre 1992, ISBN 4-89189-195-5.

## Trasmissioni e adattamenti nel mondo
L'anime è stato trasmesso, oltre che in Giappone e in Italia, anche in diversi Paesi in tutto il mondo. In Francia e in Spagna è stata trasmessa la stessa edizione mandata in onda in Italia, poiché le reti televisive La Cinq e Telecinco sono di proprietà di Mediaset; la sigla utilizzata da entrambe ha come base l'italiana Dolce Candy (utilizzata in Italia per la serie omonima), ma con il testo tradotto e cantata da Claude Lombard per la prima e da Soledad Pilas Santos per la seconda. Le sigle utilizzate in Arabia Saudita, sia iniziale che finale, seguono l'arrangiamento di quelle originali, traducendo solamente il testo. In Spagna, la serie ha ricevuto un secondo doppiaggio per l'edizione in DVD nel 2009.
| Stato          | Canale/i televisivo | Data prima TV    | Titolo         |
| -------------- | ------------------- | ---------------- | -------------- |
| Arabia Saudita | Spacetoon           |                  | Erika (إيروكا) |
| Francia        | Mangas              | 24 dicembre 2000 | Erika          |
| Spagna         | Telecinco           | 1992             | Eriko          |